# Al-Bajdar Fatsat Bajram
Al-Bajdar Fatsat Bajram – miejscowość w Syrii, w muhafazie Ar-Rakka, w dystrykcie Ar-Rakka. W 2004 roku liczyła 2062 mieszkańców.